# Mortnäs
Mortnäs (finska: Särkiniemi) är en udde i Finland.   Den ligger i den ekonomiska regionen  Helsingfors  och landskapet Nyland, i den södra delen av landet, i huvudstaden Helsingfors.
Terrängen inåt land är platt. Havet är nära Mortnäs söderut.  Närmaste större samhälle är Helsingfors, 4,3 km nordost om Mortnäs. 